# Edinger (cràter)
Edinger és un cràter d'impacte en el planeta Venus de 33,3 km de diàmetre. Porta el nom de Tilly Edinger (1897-1967), geòloga estatunidenca, i el seu nom va ser aprovat per la Unió Astronòmica Internacional el 1994.